# Enrique Gómez Latorre
Enrique Gómez Latorre (Antioquia, siglo XIX-Manizales, 8 de octubre de 1944) fue un político, periodista y comerciante colombiano, alcalde de Manizales y gobernador de Caldas. Fue padre del "zar del café" Arturo Gómez Jaramillo. 

## Biografía
Nieto del gobernador de Antioquia Silverio Arango Palacio, emigró junto con su familia hacia el sur de Antioquia, en el marco de la colonización antioqueña. Su padre Eleazar Gómez Echeverri era primo del alcalde de Manizales José Ignacio Villegas Echeverri. 
Fue gerente de la construcción del Teatro Olympia de Manizales, el cual fue inaugurado el 8 de mayo de 1930.
En 1930, siendo su primo Emilio Latorre Arango gobernador de Caldas, Gómez Latorre fue nombrado como alcalde de Manizales, asumiendo el 1 de septiembre de ese año. Su mandato se extendió hasta el 31 de marzo del año siguiente. 
Fue gobernador de Caldas por un breve período entre 4 de septiembre de 1935 y el 12 de mayo de 1936. Tras haber sido gobernador, se trasladó a Bogotá, donde se convirtió en administrador del periódico El Liberal. A principios de los años 1940 fue nombrado secretario de la Asociación de Cafeteros de Manizales.
Gómez Latorre ocupó otros múltiples cargos en el sector público y el sector privado, incluyendo el de Gerente del Ferrocarril de Caldas, Miembro del Concejo de Manizales, Secretario del Banco de Caldas y Gerente del Banco Agrícola Hipotecario.